# Vincent Delerm
Vincent Delerm (Évreux, 31 d'agost de 1976) és un cantant, compositor i dramaturg francés.

## Biografia i carrera artística
Vincent Delerm va nàixer a Évreux, al departament francés d'Eure, a la regió d'Alta Normandia, i va créixer a la localitat veïna de Beaumont-le-Roger. Els seus pares són Philippe Delerm, escriptor, i Martine Delerm, escriptora i il·lustradora de llibres infantils. Va estudiar lletres modernes a la Universitat de Rouen, on va redactar una tesina sobre el cinema de François Truffaut i la seua relació amb la literatura.
El 1998 va actuar per primera vegada a una sala de la Cité Universitaire de París. El 2000 actuà novament a la capital francesa, aquesta vegada al Théâtre des Déchargeurs. L'any 2002 va aparéixer el seu primer àlbum, homònim, amb el qual va fer una gira de presentació. Aquest àlbum va ser guardonat l'any 2003 amb el Premi Victoire de la Musique dins la categoria d'àlbum revelació. A partir d'aquest primer àlbum, Delerm va llençar un nou disc cada dos anys (Kensington Square, 2004; Les Piqûres d'araignée, 2006; Quinze chansons, 2008), fins que després de l'aparició de Quinze chansons va obrir un hiat que va durar fins a 2013, any en què aparegué Les amants parallèles. Per l'octubre de 2016 va llençar un nou àlbum amb el títol À présent. El single de presentació de l'àlbum va ser una cançó interpretada a duo amb Benjamin Biolay i titulada "Les chanteurs sont tous les mêmes".
L'any 2003 va estrenar la primera obra de teatre, Le Fait d'habiter Bagnolet, al Théâtre de la Chapelle Saint-Louis de Rouen (Alta Normandia). L'obra es representà posteriorment al Théâtre du Rond-Point, als Camps Elisis de París, i altres teatres francesos. Posteriorment, l'any 2011 estrenà a París, al Théâtre des Bouffes-du-Nord, l'espectacle de teatre musical Memory, en el qual el mateix Delerm feia el paper principal i interpretava, amb l'acompanyament de Nicolas Mathuriau, les cançons que formaven part de la peça. L'espectacle va rodar per França i Bèlgica fins que a l'abril de 2013 se'n va fer l'última representació a la sala Olympia de París.
Pel que fa a altres facetes de la seua carrera, l'any 2011 Delerm va publicar Léonard a une sensibilité de gauche, un llibre-disc destinat a un públic infantil, en col·laboració amb l'actor Jean Rochefort. L'any 2013 s'organitzà una exposició del seu treball fotogràfic i com a videoartista al centre cultural Centquatre de París.
El gener de 2012 va ser nomenat cavaller de l'Orde de les Arts i les Lletres, distinció que atorga el Ministeri de Cultura francés.

## Obra

### Àlbums d'estudi
- Vincent Delerm, 2002.
- Kensington Square, 2004.
- Les Piqûres d'araignée, 2006.
- Quinze chansons, 2008.
- Les amants parallèles, 2013.
- À présent, 2016.

### Àlbums en directe
- Favourite Songs, 2007.
- À La Cigale, 2007.

### Teatre
- Le Fait d'habiter Bagnolet. Escrita en 2001. Dirigida per Sophie Lecarpentier, ha estat interpretada a Rouen (2003), París (2004-2005) i altres indrets de França.
- Memory. Dirigida per l'autor, va ser estrenada el 6 de desembre de 2011 a París.